# فرودگاه کراسنویارسک شمالی
فرودگاه کراسنویارسک شمالی (به انگلیسی: Krasnoyarsk Northeast) یک فرودگاه نظامی است که یک باند فرود بتن دارد و طول باند آن ۲۰۰۰ متر است. این فرودگاه در شهر کراسنویارسک کشور روسیه قرار دارد و در ارتفاع ۲۰۶ متری از سطح دریا واقع شده‌است.